# Malleola
Malleola é um género botânico pertencente à família das orquídeas (Orchidaceae).